# Logkonkáv mérték
A mértékelméletben, logaritmikusan konkáv mértéknek, vagy röviden logkonkáv mértéknek nevezünk egy {\displaystyle \mu } Borel-mértéket az {\displaystyle \mathbb {R} ^{n}} térben, ha tetszőleges {\displaystyle A,B\subset \mathbb {R} ^{n}} kompakt halmazokra és {\displaystyle 0<\lambda <1} állandóra teljesül a
{\displaystyle \mu (\lambda A+(1-\lambda )B)\geq \mu (A)^{\lambda }\mu (B)^{1-\lambda }}
egyenlőtlenség, ahol a + jel a halmazok Minkowski-összegét jelöli.
A Brunn–Minkowski-egyenlőtlenségből következik, hogy a Lebesgue-mérték logkonkáv.